# ماكسين ألتون
ماكسين ألتون (بالإنجليزية: Maxine Alton)‏ هي كاتبة سيناريو وممثلة أمريكية، ولدت في 1886، وتوفيت في 16 يونيو 1954.

## وصلات خارجية
- ماكسين ألتون على موقع IMDb (الإنجليزية)
- ماكسين ألتون على موقع قاعدة بيانات برودواي على الإنترنت (الإنجليزية)